# Fluxus (gruppo musicale)
I Fluxus sono un gruppo musicale hardcore punk italiano nato a Torino nel 1992.

## Storia
Franz Goria e Luca Pastore (principale autore dei testi) compiono insieme le prime esperienze musicali a partire dal 1989, fondando i Fluxus nel 1992 con il batterista Roberto Rabellino e tre chitarristi, ovvero Adriano Cresto, Roberto Novero e l'ex Nerorgasmo Simone Cinotto. Con questa formazione pubblicano il violentissimo esordio, tra l'hardcore punk, il rumorismo e l'heavy metal.
Nel 1995 entrano nel gruppo Tax Farano e Marco Mathieu, già membri dei Negazione, usciti dal gruppo dopo la pubblicazione, nel 1996, dell'album Non esistere, prodotto da Iain Burgess e pubblicato da Free Db's con distribuzione Self.
Il successivo album, Pura lana vergine, esce nel 1998 in allegato al giornale Il Manifesto ed è prodotto dalla stessa band con Ale Sportelli.
Nel gennaio 2002 pubblicano un album omonimo, Fluxus (FuriousParty/Self), che si avvale della collaborazione del trombettista Roy Paci, di Mauro "Teho" Teardo e alla chitarra Tax Farano, ex membro dei Negazione e degli Angeli. Il disco segna un approccio meno violento e più indie.
Nel 2018, dopo quindici anni dal loro album precedente, esce Non si sa dove mettersi, interamente autoprodotto e finanziato tramite crowdfunding. All'album hanno collaborato Teho Teardo, Roy Paci e Tax Farano.

## Discografia
- 1994 - Vita in un pacifico nuovo mondo
- 1996 - Non esistere
- 1998 - Pura lana vergine
- 2002 - Fluxus
- 2018 - Non si sa dove mettersi

## Formazione
- Franz Goria - voce, chitarra
- Fabio Lombardo - chitarra
- Luca Pastore - chitarra, basso
- Roberto Rabellino - batteria

Ex membri e collaboratori
- Adriano Cresto (1989 – 1996)
- Francesco Di Lernia (1989 – 1991)
- Roberto Novero (1993 – 1996)
- Simone Cinotto (1995 – 1996, 1997 – 1998)
- Marcello Marcelli (1997 – 1998)
- Max Bellarosa (1997 – 1998)
- Tax Farano (1996 – 1997)
- Marco Mathieu (1996 – 1997)
- Ciro Nardone (2001 – 2005)
- Roy Paci (2001)
- Teho Teardo (2001 – Talidomide Remix)
- Ramon Moro (2001 – 2003)